# Буряковое (Харьковская область)
Буряко́вое (укр. Бурякове) — село в Валковской городской общине Богодуховского района Харьковской области Украины.
Код КОАТУУ — 6321282503. Население по переписи 2001 г. составляет 10 (6/4 м/ж) человек.

## Географическое положение
Село Буряковое находится на левом берегу реки Орчик у Буряковского водохранилища (~57 га).
На расстоянии в 1 км находятся сёла Яхременки и Косенково.

## История
- 1700 - приблизительная дата основания Замоського (центра сельсовета) с сайта Верховной Рады. Дата основания данного хутора - ?
- В 1940 году, перед ВОВ, на хуторе Бурякова были 13 дворов.[1]